# Юрівка (Мелітополь)
Юрівка — історичний район Мелітополя, що включає в себе приватний сектор в північно-західній частині міста.

## Географічне положення

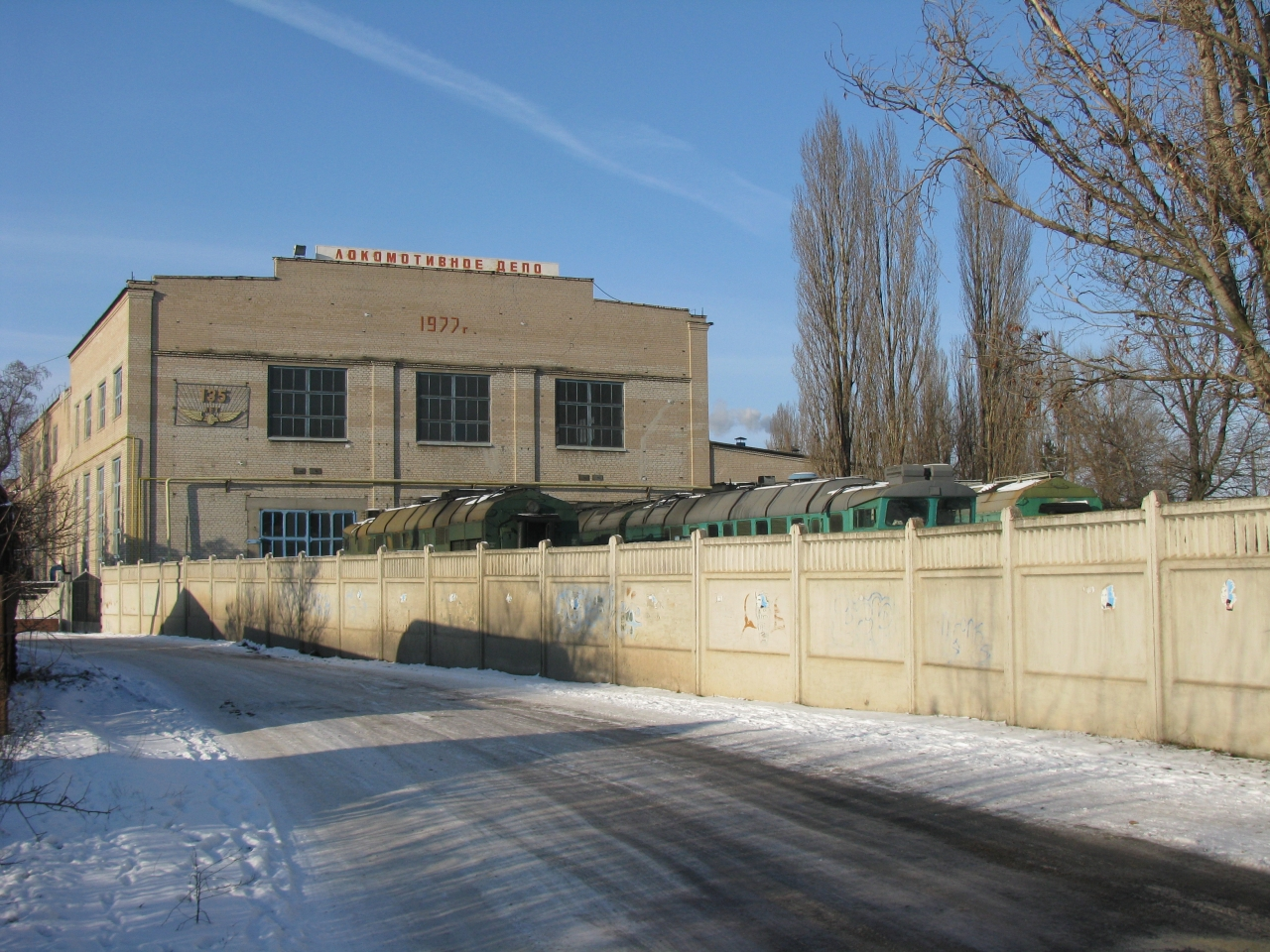
Мелітопольське локомотивне депо

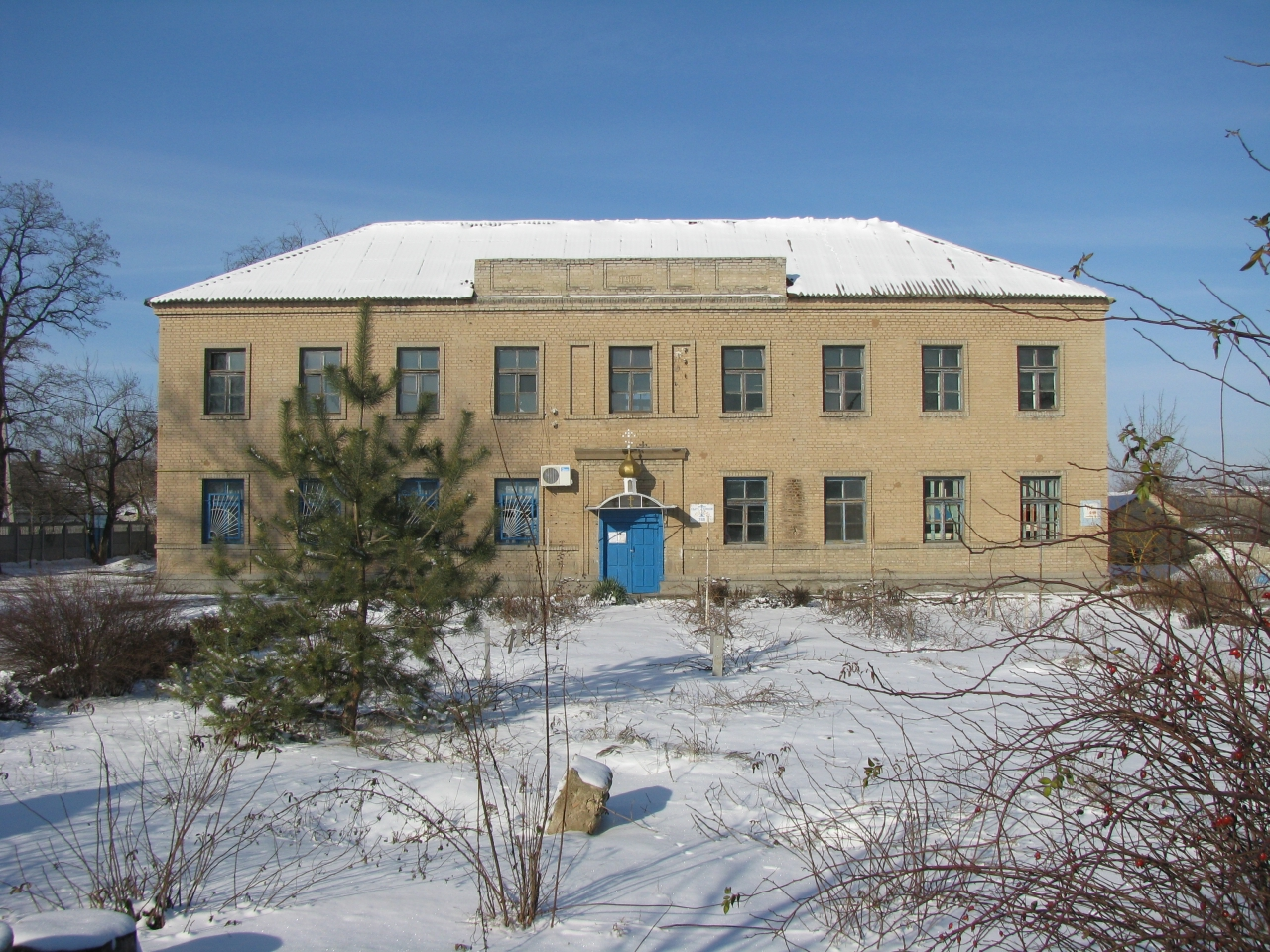
Свято-Успенський храм, переобладнаний з дитячого саду

Зі сходу Юрівка відокремлена від міста залізницею, вздовж якої проходить вулиця Лінійна. Вулиця Дзержинського перетинає залізницю по мосту, а пішохідний міст веде з Юрівки до залізничного вокзалу. На південь і південний захід від Юрівки знаходиться Новий Мелітополь, на північ — Авіамістечко. На Схід від району протікає Піщанський струмок, знаходяться дачі й військовий аеродром  .

## Історія
Дата виникнення Юрівки точно не відома. Гіпотеза про те, що виникнення селища пов'язане з будівництвом Лозово-Севастопольської залізниці, підтвердження не знаходить .
Першу згадку про Юрівку вдається знайти в Пам'ятній книжці Таврійської губернії за 1900 рік. Тоді в Юрівці вже було 72 двори й проживало 842 особи. Селище належало до Кизиярського сільського товариства Терпіннівської волості Мелітопольського повіту .
1919 року тут народився майбутній Герой Радянського Союзу Сергій Бесчастний.
22 травня 1928 року Мала Президія Всеукраїнського Центрального Виконавчого Комітету змінила межу міста Мелітополя, і Юрівка увійшла до складу міста.
На сьогодні Юрівка є найбільш кримінальним районом Мелітополя — на неї припадає половина викликів патрульної поліції. 

## Підприємства
- Мелітопольське вагонне депо
- Мелітопольське локомотивне депо